# Taifu Comics
Taifu Comics est une maison d'édition de manga française créée en 2004. C'est une marque commerciale de la société Euphor.

## Historique
Taifu Comics est créé en 2004 par les fondateurs de la Japan Expo et Yves Huchez. Fin 2006, Yves Huchez devient l'unique dirigeant.
À partir de février 2012, Taifu Comics se spécialise dans les titres pour adultes. Euphor crée un nouvel éditeur Ototo se chargeant de commercialiser les nouvelles acquisitions de mangas de type Shōnen, Shōjo et Seinen .

## Catalogue
|  | Manga / Manhua / Manhwa dont la commercialisation a été arrêtée. |